# Armin Hodžić
Armin Hodžić (Szarajevó, 1994. november 17. –) bosnyák válogatott labdarúgó, a Fehérvár játékosa, de kölcsönben a török Kasimpasa csapatában szerepel.

## Pályafutása

### Klubcsapatokban
2011-ben a bosnyák Željezničartól 16 évesen került a Liverpool korosztályos csapatába, azonban nem tudott megragadni Angliában. Két szezont kölcsönben töltött a Željezničarnál, majd Liverpool 2014-ben végleg eladta. A horvát Dinamo Zagreb szerződtette öt évre.

#### Dinamo Zagreb
Egy sérülés miatt több, mint fél évet kellett várnia, hogy bemutatkozhasson a zágrábi csapatban, végül 2015. február 11-én, az Istra elleni kupamérkőzésen már pályára léphetett. Két héttel később, az RNK Split ellen a horvát élvonalban is debütálhatott. Első gólját március 3-án szerezte a csapatban. A szezon végén bajnoki címet nyert.
2015. július 25-én mesterhármast ért el az Inter Zaprešić elleni bajnokin. Októberben a görög Olimbiakósz ellen a Bajnokok Ligája csoportkörében is bemutatkozhatott. Két héttel később, ugyancsak az Olimbiakósz ellen az első gólját is megszerezte a sorozatban.
2017 márciusában 2022 nyaráig meghosszabbította a szerződését a klubbal.
2018. március 4-én 100. tétmérkőzését játszotta a Dinamóban a Slaven Belupo elleni bajnokin. 2018. július 24-én elérte az 50. gólját a klub színeiben tétmérkőzésen, az izraeli Amútat Hapóél Beér-Seva elleni Bajnokok Ligája selejtező mérkőzésen.

#### MOL Fehérvár
2018. augusztus 27-én a MOL Vidi szerződtette. A sajtóértesülések szerint a magyar csapat 2,2 millió eurót fizetett a bosnyák játékosért, ami akkor a magyar élvonalban átigazolási rekordnak számított. Szeptember 20-án, a BATE Bariszav elleni Európa-liga mérkőzésen mutatkozott be új csapatában, hat nappal később pedig a magyar élvonalban is debütálhatott. Október 31-én, a Vác elleni kupamérkőzésen megszerezte első gólját a fejérvári csapatban, három nappal később pedig a bajnokságban is eredményes volt a Paks ellen. 2019. május 25-én pályára lépett a Budapest Honvéd ellen megnyert Magyar Kupa-döntőben is.
2020 októberében a 2020–2021-es szezon hátralevő részére a török élvonalbeli Kasımpaşa csapatához került kölcsönbe.

### A válogatottban
Több alkalommal pályára lépett a bosnyák korosztályos válogatottakban. A U21-es válogatott csapatkapitánya volt. 2015 októberében kapott meghívást először a felnőtt válogatott keretébe Wales és Ciprus ellen, pályára nem lépett. 2016. május 29-én Spanyolország ellen debütált a 3–1-re elvesztett felkészülési mérkőzésen, a találkozó 57. percében váltotta őt Haris Duljević.

## Mérkőzései a bosnyák válogatottban
| #   | Dátum               | Ellenfél      | Eredmény         | Kiírás              | Esemény |
| --- | ------------------- | ------------- | ---------------- | ------------------- | ------- |
| 1.  | 2016. május 29.     | Spanyolország | 1 – 3            | barátságos mérkőzés | 57'     |
| 2.  | 2016. június 3.     | Dánia         | 2 – 2 (t.e. 4-3) | Kirin-kupa          | 46'     |
| 3.  | 2016. június 7.     | Japán         | 2 – 1            | Kirin-kupa          |         |
| 4.  | 2017. március 25.   | Gibraltár     | 5 – 0            | Vb-selejtező        |         |
| 5.  | 2017. augusztus 31. | Ciprus        | 2 – 3            | Vb-selejtező        | 80' 85' |
| 6.  | 2019. október 12.   | Finnország    | 4 – 1            | Eb-selejtező        | 73' 75' |
| 7.  | 2019. október 15.   | Görögország   | 1 – 2            | Eb-selejtező        | 71'     |
| 8.  | 2019. november 15.  | Olaszország   | 0 – 3            | Eb-selejtező        | 61'     |
| 9.  | 2019. november 18.  | Liechtenstein | 3 – 0            | Eb-selejtező        | 64' 72' |
| 10. | 2020. szeptember 4. | Olaszország   | 1 – 1            | Nemzetek Ligája     | 77'     |
| 11. | 2020. szeptember 7. | Lengyelország | 1 – 2            | Nemzetek Ligája     |         |

## Statisztika

### Klubcsapatokban
'2018. augusztus 10-i állapotnak megfelelően.
| Klub             | Szezon           | Bajnokság              | Bajnokság | Bajnokság | Kupa  | Kupa | Európa | Európa | Összesen | Összesen |
| Klub             | Szezon           | Bajnokság              | Mérk.     | Gól       | Mérk. | Gól  | Mérk.  | Gól    | Mérk.    | Gól      |
| ---------------- | ---------------- | ---------------------- | --------- | --------- | ----- | ---- | ------ | ------ | -------- | -------- |
| Željezničar      | 2012–13          | Bosnyák Premier League | 17        | 4         | 5     | 0    | –      | –      | 22       | 4        |
| Željezničar      | 2013–14          | Bosnyák Premier League | 28        | 14        | 4     | 1    | 2      | 0      | 34       | 15       |
| Željezničar      | Összesen         | Összesen               | 45        | 18        | 9     | 1    | 2      | 0      | 56       | 19       |
| Dinamo Zagreb    | 2014–15          | 1. HNL                 | 6         | 1         | 3     | 1    | 0      | 0      | 9        | 2        |
| Dinamo Zagreb    | 2015–16          | 1. HNL                 | 24        | 13        | 4     | 3    | 6      | 2      | 34       | 18       |
| Dinamo Zagreb    | 2016–17          | 1. HNL                 | 25        | 16        | 6     | 5    | 3      | 0      | 34       | 21       |
| Dinamo Zagreb    | 2017–18          | 1. HNL                 | 24        | 6         | 3     | 1    | 4      | 1      | 31       | 8        |
| Dinamo Zagreb    | 2018–19          | 1. HNL                 | 2         | 1         | 0     | 0    | 1      | 1      | 3        | 2        |
| Dinamo Zagreb    | Összesen         | Összesen               | 81        | 37        | 16    | 10   | 14     | 4      | 111      | 51       |
| MOL Videoton     | 2018-19          | OTP Liga               | 26        | 4         | 10    | 2    |        |        |          |          |
| MOL Videoton     | 2019-20          | OTP Liga               | 27        | 10        | 8     | 5    |        |        |          |          |
| MOL Videoton     | 2020-21          | OTP Liga               | 4         | 1         | 0     | 0    |        |        |          |          |
| MOL Videoton     | összesen         | összesen               | 57        | 15        | 18    | 7    |        |        |          |          |
| Karrier összesen | Karrier összesen | Karrier összesen       | 183       | 70        | 43    | 18   | 16     | 4      | 167      | 70       |

### A válogatottban
2020. november 15-i állapotnak megfelelően.
| Válogatott          | Év       | Mérk. | Gólok |
| ------------------- | -------- | ----- | ----- |
| Bosznia-Hercegovina |          |       |       |
| 2016                | 3        | 0     |       |
| 2017                | 2        | 0     |       |
| 2018                | 0        | 0     |       |
| 2019                | 4        | 3     |       |
| 2020                | 5        | 0     |       |
| Összesen            | Összesen | 14    | 3     |

## Sikerei, díjai

### Klubcsapatokkal
Željezničar
- Bosnyák bajnok: 2012–13

 Dinamo Zagreb
- Horvát bajnok: 2014–15, 2015–16, 2017–18
- Horvát kupa-győztes: 2014–15, 2015–16, 2017–18

 Fehérvár
- Magyar kupagyőztes: 2018–19
- Magyar labdarúgó-bajnokság ezüstérmes: 2018–19, 2019–20

### A válogatottal
Bosnyák labdarúgó-válogatott
- Kirin-kupa-győztes: 2016